# Carl Koch (Regisseur)

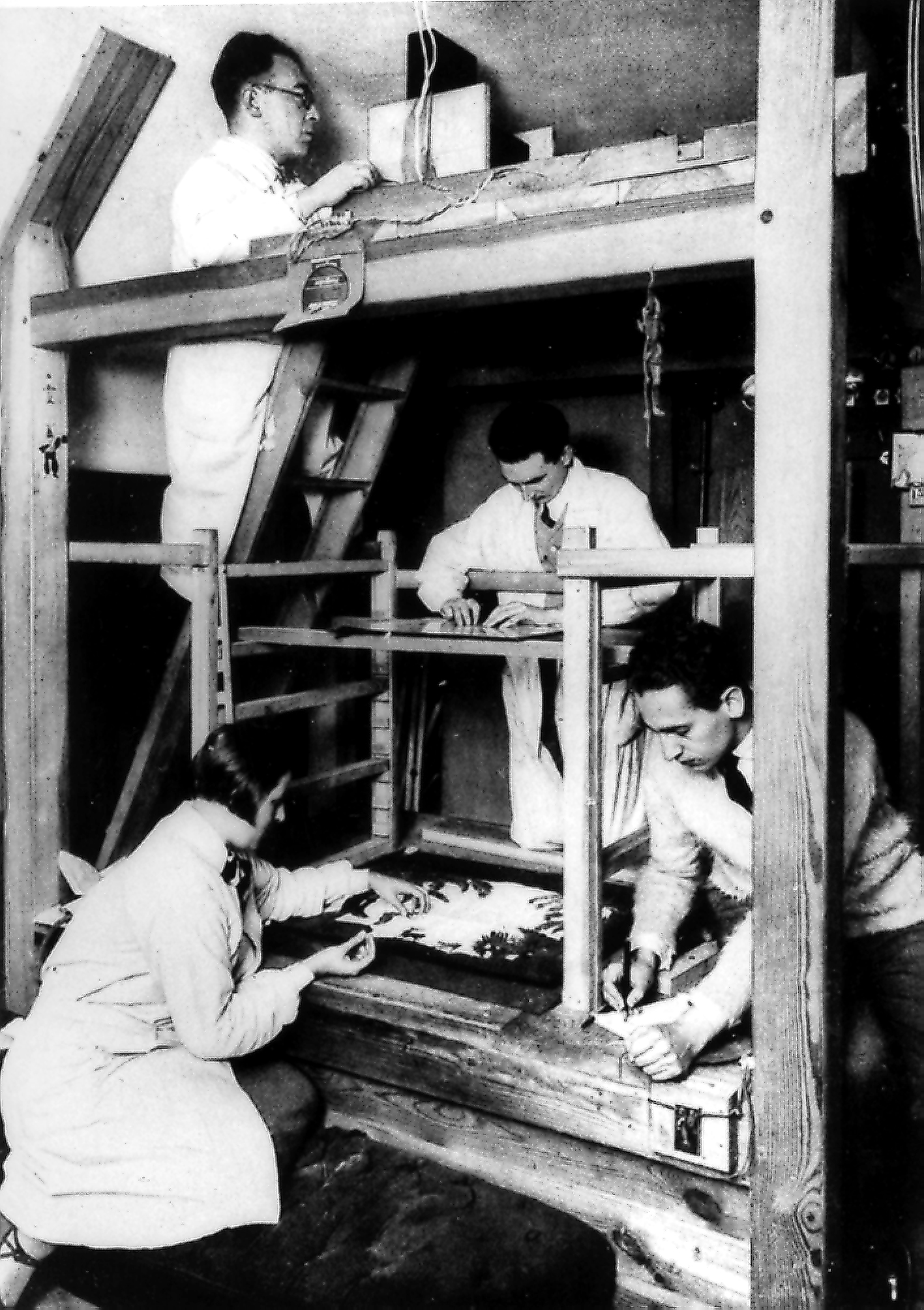
Lotte Reiniger, Carl Koch, Walter Türck und Alexander Kardan bei der Arbeit

Carl Robert Koch (* 30. Juli 1892 in Nümbrecht; † 1. Dezember 1963 in London-Barnet) war ein deutscher Filmproduzent, Filmregisseur und Drehbuchautor.

## Leben
Koch besuchte das Gymnasium in Essen und studierte – unterbrochen durch die Teilnahme am Ersten Weltkrieg als Hauptmann der Artillerie – von 1912 bis 1914 und 1918 bis 1920 in München, Bonn, Göttingen, Marburg und Berlin Kunstgeschichte, Geschichte und Philosophie. Nach dem Abschluss seines Studiums kam er in Kontakt mit Paul Wegener vom Institut für Kulturforschung, wo er erste Filme machte. Dort lernte er auch Lotte Reiniger kennen, die er am 6. Dezember 1921 heiratete.
Im Oktober 1921 gründete er die Comenius Film GmbH. Er arbeitete dann als Produzent und in diversen Funktionen (Regieassistent, Aufnahmeleiter, Animator und Kameramann) an den Trickfilmen seiner Frau mit. Nach zwei Realfilmen als Regisseur zu Beginn der 1930er Jahre ging er mit seiner Frau zunächst Ende 1935 nach London, dann Anfang Januar 1937 nach Paris und wurde von Jean Renoir als Assistent verpflichtet.
Unter seiner italienischen Namensform Carlo Koch drehte er 1940 und 1942 zwei Filme in Italien. Danach kehrte er mit seiner Frau nach Berlin zurück, wo er noch Ende 1944 zum Volkssturm eingezogen wurde. Nach dem Krieg fand er eine Stelle beim Berliner Rundfunk. Im September 1948 ließ er sich mit seiner Frau in Großbritannien nieder. Seine Urne ruht mit der seiner Frau auf dem Friedhof von Dettenhausen bei Tübingen.

## Filmografie (Auswahl)
- 1922: Aschenputtel
- 1926: Die Abenteuer des Prinzen Achmed – Animationsfilm von Lotte Reiniger
- 1928: Ägyptische Reise. Eine Expedition durch das älteste Land der Welt (Dokumentarfilm)
- 1928: Doktor Dolittle und seine Tiere
- 1930: Die Jagd nach dem Glück
- 1932: Nippon
- 1941: Tosca
- 1942: Karawane (Una signora dell’Ovest)